# Sesto al Reghena
Sesto al Reghena là một đô thị ở tỉnh Pordenone trong vùng Friuli-Venezia Giulia, có cự ly khoảng 80 km về phía tây bắc của Trieste và khoảng 20 km về phía đông nam của Pordenone. Tại thời điểm ngày 31 tháng 12 năm 2004, đô thị này có dân số 5.675 người và diện tích là 40,5 km².
Đô thị Sesto al Reghena có các frazioni (các đơn vị cấp dưới, chủ yếu là các làng) Bagnarola, Ramuscello, Marignana, và Casette.
Sesto al Reghena giáp các đô thị: Chions, Cinto Caomaggiore, Cordovado, Gruaro, Morsano al Tagliamento, San Vito al Tagliamento.